# Enrique de Hériz
Enrique de Hériz (Barcelona, Barcelonès, 1964 - Barcelona, Barcelonès, 14 de març de 2019 fou un editor, traductor, crític literari i novel·lista català, en llengua castellana.
Va cursar estudis de filologia hispànica a la Universitat de Barcelona i, fins a l'any 2000, compaginà la dedicació a la narrativa amb la tasca de director editorial a Ediciones B entre els anys 1994 i el 2000, i de traductor de l'anglès. A partir de l'any 2000 es dedicà exclusivament a la literatura i elaborà una obra de pocs títols, però densa i documentada. La seva primera novel·la, El día menos pensado (1994), relat de la vida d'un sensesostre, fou molt elogiada per la crítica, i continuà la trajectòria amb Historia del desorden (2000), sobre cinc personatges a la recerca de la llibertat. Mentira (2004), construïda al voltant del tema de la mort, fou guardonada amb el Premi Llibreter de narrativa i es convertí en una de les novel·les en castellà de més difusió internacional a l'inici del segle XXI. La seva darrera novel·la publicada fou Manual de oscuridad (2009), sobre la vida d'un il·lusionista que es queda cec. Publicà també la narració Sorda, pero ruidosa (2003), que fou premi de narració breu de la UNED. Entre les nombroses traduccions d'Enrique de Hériz hi ha llibres de Dennis Lehane, Dashiell Hammett, Aldous Huxley, Rudyard Kipling, William Kotzwinkle i Jonathan Franzen. Destaca la versió de Robinson Crusoe (2012), la primera íntegra en castellà. En paral·lel a la seva activitat literària, va mantenir una activitat com a crític literari, destacant les ressenyes literàries publicades a El Periódico. L'editorial Edhasa fou l'editorial que publicà tots els seus llibres.
Casat amb l'editora Yolanda Cespedosa, el març del 2019 va morir després de patir les conseqüències d'un càncer de pulmó.